# Табатадзе, Тома
Тома Табатадзе (груз. თომა ტაბატაძე; род. 17 декабря 1991, Тбилиси) — грузинский футболист, нападающий узбекистанского клуба «Бухара».

## Карьера
В январе 2021 года стал игроком грузинского клуба «Сабуртало».
В июле 2021 года на правах аренды перешёл в грузинский клуб «Сиони».
В июле 2022 года подписал контракт с клубом «Акжайык». 3 июля 2022 года в матче против клуба «Кайрат» дебютировал в казахстанской Премьер-лиге (0:2).

## Достижения
«Акжайык»
- Финалист Кубка Казахстана: 2022

## Клубная статистика
| Игровая карьера | Игровая карьера  | Игровая карьера | Лига | Лига | Кубок | Кубок | Межд. | Межд. | Др. | Др. |
| --------------- | ---------------- | --------------- | ---- | ---- | ----- | ----- | ----- | ----- | --- | --- |
| 2011            | Олимп/РФШ        | А               | 17   | 4    | —     | —     | —     | —     | —   | —   |
| 2011            | Круоя            | А               | 15   | 4    | —     | —     | —     | —     | —   | —   |
| 2020            | Рустави          | Б               | 18   | 13   | 1     | 0     | —     | —     | —   | —   |
| 2021            | Сабуртало        | А               | 13   | 0    | 2     | 0     | —     | —     | —   | —   |
| 2021            | Сиони            | Б               | 19   | 10   | —     | —     | —     | —     | —   | —   |
| 2022            | Сиони            | А               | 17   | 3    | —     | —     | —     | —     | —   | —   |
| 2022            | Акжайык          | А               | 12   | 3    | 9     | 8     | —     | —     | —   | —   |
| 2023            | Нефтчи (Фергана) | А               | 13   | 6    | 2     | 0     | —     | —     | —   | —   |
| 2023            | Навбахор         | А               | 10   | 3    | 3     | 3     | 7     | 1     | —   | —   |
| 2024            | Навбахор         | А               | 20   | 10   | 2     | 1     | —     | —     | —   | —   |